# Opéra (metrostation)
Opéra is een station van de metro in Parijs langs de metrolijnen 3, 7 en 8 in het 2e en 9e arrondissement.

## Het station
Het station ontleent zijn naam aan de Opéra Garnier, ontworpen door de Parijse architect Charles Garnier, dat vlak bij het station ligt.
Het station ligt aan het uiteinde van de Avenue de l'Opéra en de Boulevard Haussmann. Het station staat bekend om zijn rioolstank.
Het station is via ondergrondse tunnels aangesloten op het RER-station Auber, en indirect op het metrostation Havre-Caumartin.

## Overstapmogelijkheden
- RATP: 12 gewone lijnen, Roissybus en L'OpenTour
- Noctilien: twee buslijnen

## Galerij

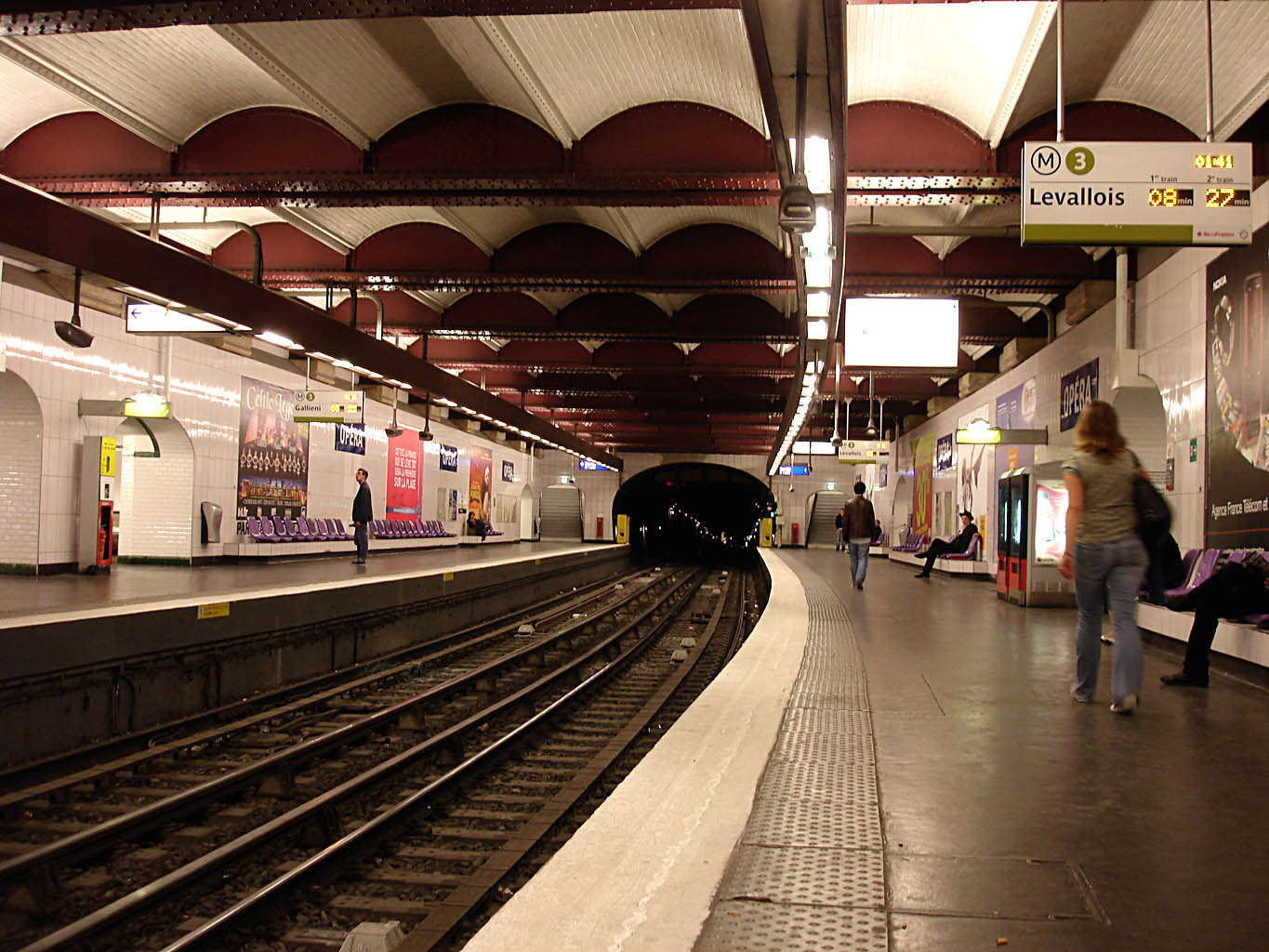
Perrons van lijn 3
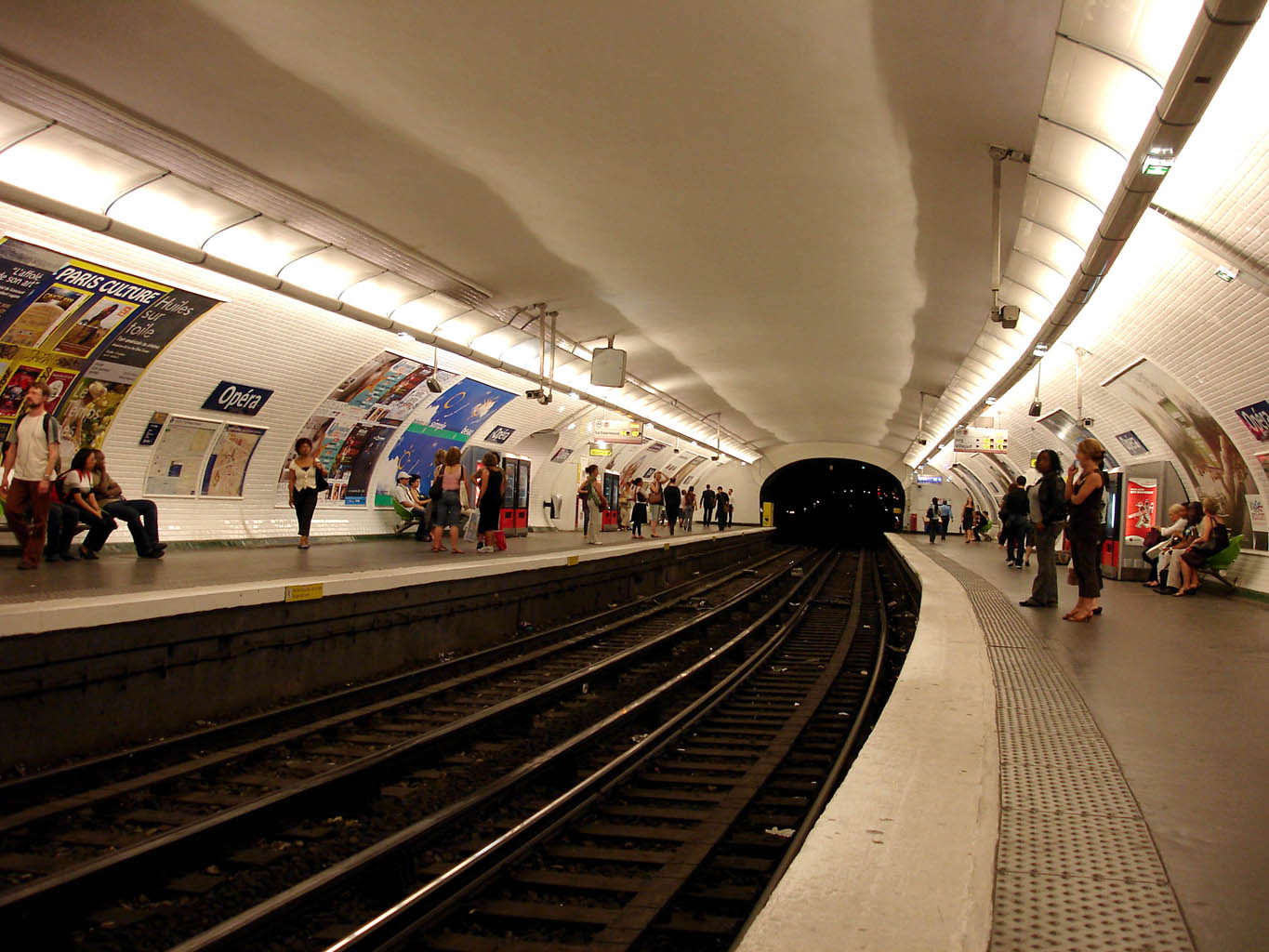
Perrons van lijn 7
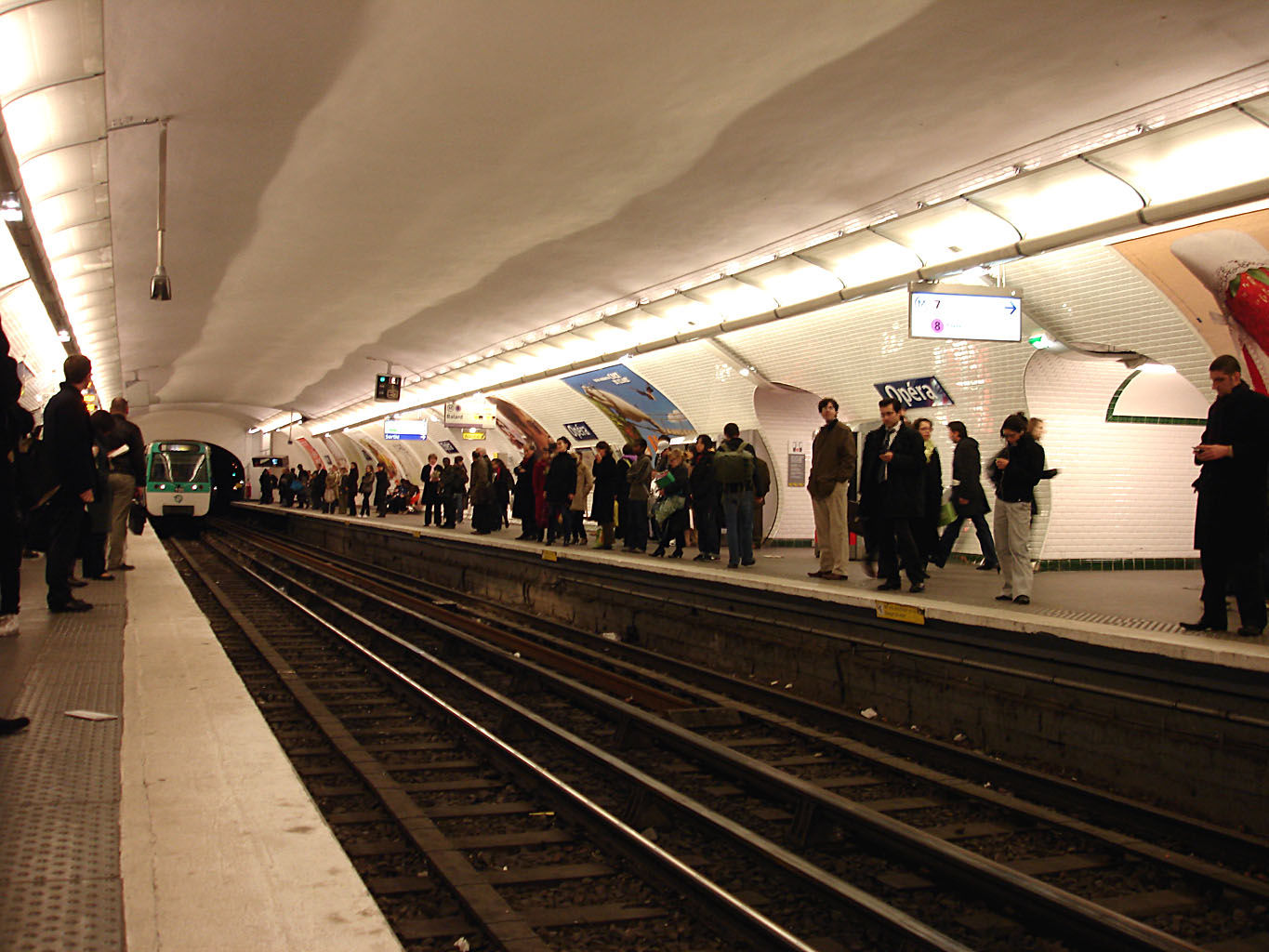
Perrons van lijn 8
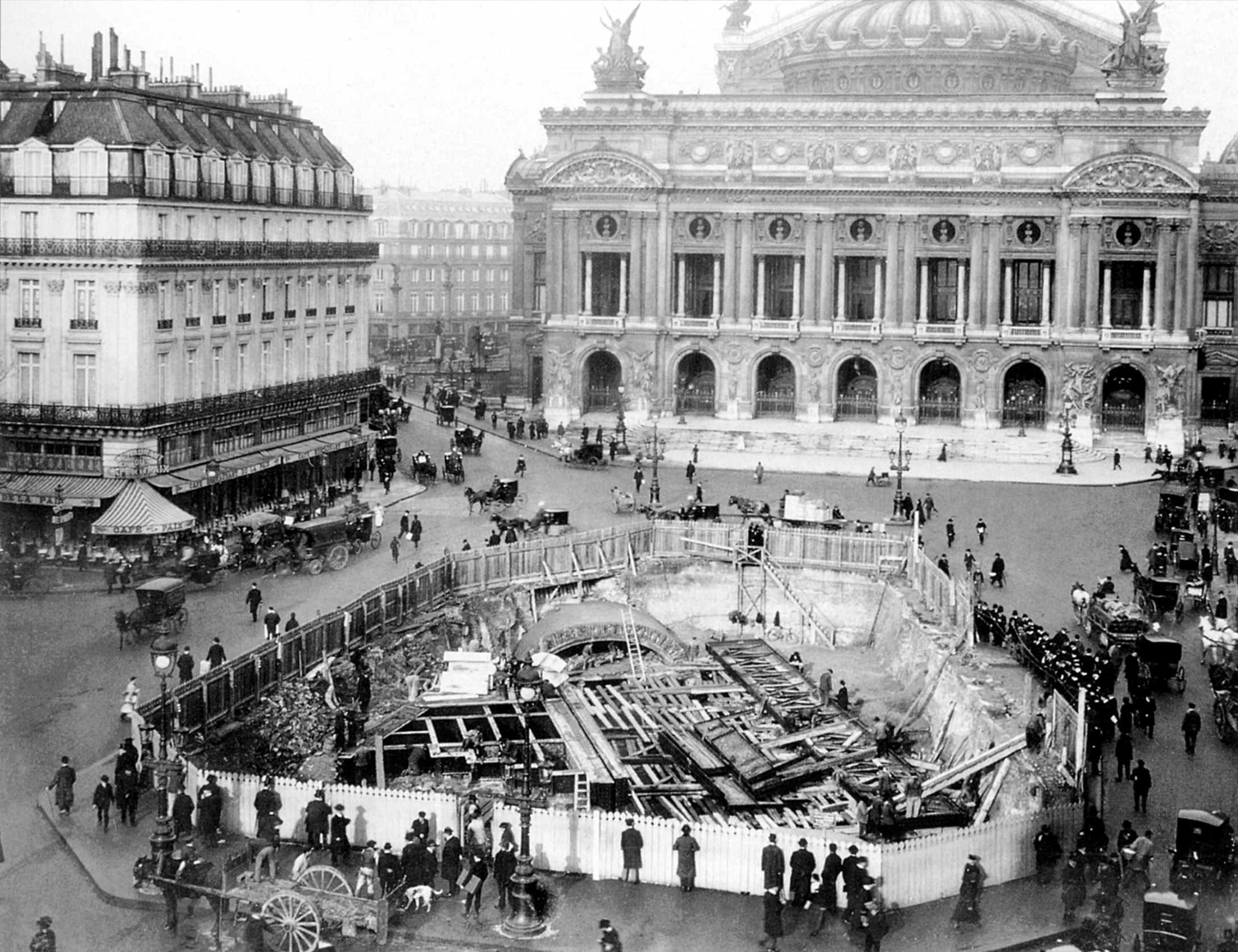
De bouwwerkzaamheden voor het station, circa 1900

Pont de Levallois - Bécon · 
Anatole France · 
Louise Michel · 
Porte de Champerret · 
Pereire · 
Wagram · 
Malesherbes · 
Villiers · 
Europe · 
Saint-Lazare · 
Havre - Caumartin · 
Opéra · 
Quatre-Septembre · 
Bourse · 
Sentier · 
Réaumur - Sébastopol · 
Arts et Métiers · 
Temple · 
République · 
Parmentier · 
Rue Saint-Maur · 
Père Lachaise · 
Gambetta · 
Porte de Bagnolet · 
Gallieni
La Courneuve - 8 Mai 1945 · 
Fort d'Aubervilliers · 
Aubervilliers - Pantin - Quatre Chemins · 
Porte de la Villette · 
Corentin Cariou · 
Crimée · 
Riquet · 
Stalingrad · 
Louis Blanc · 
Château-Landon · 
Gare de l'Est · 
Poissonnière · 
Cadet · 
Le Peletier · 
Chaussée d'Antin - La Fayette · 
Opéra · 
Pyramides · 
Palais Royal - Musée du Louvre · 
Pont Neuf · 
Châtelet · 
Pont Marie · 
Sully - Morland · 
Jussieu · 
Place Monge · 
Censier - Daubenton · 
Les Gobelins · 
Place d'Italie · 
Tolbiac · 
Maison Blanche

Zuidelijke tak: Le Kremlin-Bicêtre · 
Villejuif - Léo Lagrange · 
Villejuif - Paul Vaillant-Couturier · 
Villejuif - Louis Aragon

Zuidoostelijke tak: Porte d'Italie · 
Porte de Choisy · 
Porte d'Ivry · 
Pierre et Marie Curie · 
Mairie d'Ivry
Balard ·
Lourmel ·
Boucicaut ·
Félix Faure ·
Commerce ·
La Motte-Picquet - Grenelle ·
Champ de Mars ·
École Militaire ·
La Tour-Maubourg ·
Invalides ·
Concorde ·
Madeleine ·
Opéra ·
Richelieu - Drouot ·
Grands Boulevards ·
Bonne Nouvelle ·
Strasbourg - Saint-Denis ·
République ·
Filles du Calvaire ·
Saint-Sébastian - Froissart ·
Chemin Vert ·
Bastille ·
Ledru-Rollin ·
Faidherbe - Chaligny ·
Reuilly - Diderot ·
Montgallet ·
Daumesnil ·
Michel Bizot ·
Porte Dorée ·
Porte de Charenton ·
Liberté ·
Charenton - Écoles ·
École Vétérinaire de Maisons-Alfort ·
Maisons-Alfort - Stade ·
Maisons-Alfort - Les Juilliottes ·
Créteil - L'Échat ·
Créteil - Université ·
Créteil - Préfecture ·
Pointe du Lac